# Xã Crooked Creek, Quận Meade, Kansas
Xã Crooked Creek (tiếng Anh: Crooked Creek Township) là một xã thuộc quận Meade, tiểu bang Kansas, Hoa Kỳ. Năm 2010, dân số của xã này là 73 người.